# Distrito electoral local 11 de Chihuahua
El Distrito electoral local 11 de Chihuahua es uno de los 22 Distritos Electorales en los que se encuentra dividido el territorio del estado de Chihuahua. Su cabecera es Meoqui. 
Desde el proceso de redistritación de 2022 tiene su cabecera en Meoqui y abarca los municipios de Ahumada, Aldama, Aquiles Serdán, Coyame del Sotol, Guadalupe, Manuel Benavides, Meoqui, Ojinaga, Praxedis G. Guerrero y Rosales.

## Distritaciones anteriores

### Distritación de 1968
En ese entonces tuvo su cabecera en Guadalupe y Calvo, y abarcaba los municipios de Balleza, Guadalupe y Calvo y El Tule.

### Distritación de 1989
En la distritación de 1989 este distrito continuó teniendo su cabecera en Guadalupe y Calvo, abarcando los municipios de Balleza, Guadalupe y Calvo y El Tule.

### Distritación de 1995
Para 1995 el distrito continuó teniendo cabecera en Guadalupe y Calvo, abarcando los municipios de Balleza, Coronado, Guadalupe y Calvo, Huejotitán, Matamoros, Rosario, San Francisco del Oro, Santa Bárbara, Satevó, El Tule y Valle de Zaragoza.

### Distritación de 1997
En 1997 el distrito pasó a tener su cabecera en la ciudad de Chihuahua, abarcando la zona norte de la ciudad y el norte del Municipio de Chihuahua.

### Distritación de 2012
Para 2012 el distrito pasó a tener cabecera en la ciudad de Madera abarcando los municipios de Bachíniva, Buenaventura, Gómez Farías, Ignacio Zaragoza, Madera, Matachí, Moris, Namiquipa, Ocampo, Riva Palacio, Temósachi y Uruachi.

### Distritación de 2015
Entre 2015 y 2022, pasó su cabecera Meoqui abarcando los municipios de Ahumada, Aldama, Aquiles Serdán, Buenaventura, Coyame del Sotol, Guadalupe, Julimes, Manuel Benavides, Meoqui, Ojinaga y Práxedis G. Guerrero.

## Diputados por el distrito
| Diputado                        | Grupo parlamentario | Legislatura | Periodo     | Cabecera distrital Según cada distritación |
| ------------------------------- | ------------------- | ----------- | ----------- | ------------------------------------------ |
| Moisés Avitia G.                |                     | XLIX        | 1968 - 1971 | Guadalupe y Calvo                          |
| Felícitas Trejo de Lozano       |                     | L           | 1971 - 1974 | Guadalupe y Calvo                          |
| Demetrio B. Franco Derma        |                     | LI          | 1974 - 1977 | Guadalupe y Calvo                          |
| Oscar Silva Sánchez             |                     | LII         | 1977 - 1980 | Guadalupe y Calvo                          |
| Carlos Franco Peña              |                     | LIII        | 1980 - 1983 | Guadalupe y Calvo                          |
| Mario Alberto Guerra Favela     |                     | LIV         | 1983 - 1986 | Guadalupe y Calvo                          |
| Justo Jáquez Olivas             |                     | LV          | 1986 - 1989 | Guadalupe y Calvo                          |
| Antonio Nájera Chávez           |                     | LVI         | 1989 - 1992 | Guadalupe y Calvo                          |
| Manuel Chávez Rodríguez         |                     | LVII        | 1992 - 1995 | Guadalupe y Calvo                          |
| Álvaro Terrazas Sánchez         |                     | LVIII       | 1995 - 1998 | Guadalupe y Calvo                          |
| José Bernardo Ruiz Ceballos     |                     | LIX         | 1998 - 2001 | Chihuahua                                  |
| Pedro Nicanor Domínguez Alarcón |                     | LX          | 2001 - 2004 | Chihuahua                                  |
| Alberto Carrillo González       |                     | LXI         | 2004 - 2007 | Chihuahua                                  |
| Jorge Espino Balaguer           |                     | LXII        | 2007 - 2010 | Chihuahua                                  |
| Francisco Salcido Lozoya        |                     | LXIII       | 2010 - 2013 | Chihuahua                                  |
| María Ana Pérez Enríquez        |                     | LXIV        | 2013 - 2016 | Madera                                     |
| Jesús Villareal Macías          |                     | LXV         | 2016 - 2018 | Meoqui                                     |
| Jesús Villareal Macías          |                     | LXVI        | 2018 - 2021 | Meoqui                                     |
| Ismael Pérez Pavía              |                     | LXVII       | 2021 -      | Meoqui                                     |

## Resultados Electorales

### 2016
|  | 36.91 % |

|  | 34.95 % |

|  | 3.74 % |

|  | 3.29 % |

|  | 1.57 % |

|  | 6.88 % |

|  | 3.92 % |

|  | 2.75 % |

|  | 1.32 % |

|  | 0.24 % |

|  | 4.4 % |

|  | 100.00 % |

### 2013
|  | 27.93 % |

|  | 39.45 % |

|  | 11.73 % |

|  | 3.12 % |

|  | 2.87 % |

|  | 5.64 % |

|  | 0.05 % |

|  | 9.22 % |

|  | 100.00 % |

### 2010
|  | 34.78 % |

|  | 48.08 % |

|  | 1.56 % |

|  | 2.40 % |

|  | 2.89 % |

|  | 0.94 % |

|  | 4.77 % |

|  | 0.16 % |

|  | 4.42 % |

|  | 100.00 % |

### 2007
|  | 46.25 % |

|  | 45.48 % |

|  | 1.67 % |

|  | 2.41 % |

|  | 1.69 % |

|  | 0.45 % |

|  | 0.02 % |

|  | 2.04 % |

|  | 100.00 % |

### 2004
|  | 44.06 % |

|  | 53.80 % |

|  | 0.02 % |

|  | 2.12 % |

|  | 100.00 % |

### 2001
|  | 36.85 % |

|  | 49.67 % |

|  | 3.36 % |

|  | 3.61 % |

|  | 3.42 % |

|  | 0.59 % |

|  | 0.13 % |

|  | 0.70 % |

|  | 0.02 % |

|  | 1.65 % |

|  | 100.00 % |

### 1998
|  | 36.86 % |

|  | 50.11 % |

|  | 6.28 % |

|  | 1.40 % |

|  | 0.98 % |

|  | 2.57 % |

|  | 0.00 % |

|  | 0.01 % |

|  | 1.64 % |

|  | 100.00 % |

### 1995
|  | 34.62 % |

|  | 57.20 % |

|  | 1.88 % |

|  | 2.26 % |

|  | 0.00 % |

|  | 0.00 % |

|  | 0.02 % |

|  | 4.02 % |

|  | 100.00 % |

### 1992
|  | 35.43 % |

|  | 58.73 % |

|  | 0.36 % |

|  | 0.06 % |

|  | 0.01 % |

|  | 0.29 % |

|  | 0.34 % |

|  | 0.01 % |

|  | 4.77 % |

|  | 100.00 % |

### 1989
|  | 1.51 % |

|  | 77.08 % |

|  | 0.33 % |

|  | 0.19 % |

|  | 6.60 % |

|  | 0.44 % |

|  | 0.00 % |

|  | 13.86 % |

|  | 100.00 % |

### 1986
|  | 9.57 % |

|  | 89.22 % |

|  | 0.01 % |

|  | 0.04 % |

|  | 0.01 % |

|  | 0.02 % |

|  | 1.13 % |

|  | 0.00 % |

|  | 0.00 % |

### 1983
|  | 0.00 % |

|  | 97.31 % |

|  | 1.78 % |

|  | 0.00 % |

|  | 0.00 % |

|  | 0.90 % |

|  | 0.00 % |

|  | 0.00 % |

|  | 0.00 % |

|  | 100.00 % |

### 1980
|  | 0.00 % |

|  | 98.89 % |

|  | 0.55 % |

|  | 0.00 % |

|  | 0.56 % |

|  | 0.00 % |

|  | 0.00 % |

|  | 0.00 % |

|  | 0.00 % |

|  | 100.00 % |